# ТЕС Кендал
ТЕС Кендал — теплова електростанція на північному сході Південно-Африканської Республіки. Знаходиться за 70 км на південний схід від Преторії в провінції Мпумаланга (варто відзначити, що в останній розташована абсолютна більшість станцій країни, призначених для роботи у базовому режимі).
Будівельні роботи на майданчику станції розпочались у 1982-му, а введення останнього блоку в експлуатацію припало на 1993 рік. ТЕС належить до конденсаційних станцій та складається з обладнаних паровими турбінами шести блоків потужністю по 686 МВт.
Видалення продуктів згоряння відбувається за допомогою двох димарів висотою по 275 метрів.
З метою економії водних ресурсів ТЕС Кендал обладнана системою сухого охолодження, при цьому вона стала найпотужнішим об'єктом такого типу у світі, випередивши зведену незадовго перед тим іншу південноафриканську ТЕС Матімба. Шість градирень станції мають висоту 165 метрів та такий саме діаметр по основі.
Станція використовує в роботі вугілля, що подається через два транспортери із розташованої поруч копальні Хутала, закладеної на вугільному полі Bombardie Cologne.
Видача продукції відбувається по ЛЕП, що працює під напругою 400 кВ.
Паливна ефективність станції становить 35,3 %.